# テニスの王子様2003 COOL BLUE & PASSION RED
テニスの王子様2003 COOL BLUE（テニスのおうじさま2003 クールブルー）およびテニスの王子様2003 PASSION RED（テニスのおうじさま2003 パッションレッド）は、2003年2月20日にコナミより同時発売されたゲームボーイアドバンス用ソフト。
漫画『テニスの王子様』のゲーム化作品の1つ。

## 前作からの変更点
本作は『テニスの王子様 GENIUS BOYS ACADEMY』の続編となる。前作からの変更点としては以下の点が挙げられる。
- 登場キャラクターを大幅増加（ただし、前作からは越前南次郎が削除）。
- プレイできるモードの増加。
- キャラクターのイラスト、アクション、ボイスの増加。
- 1試合中にラケットを3回吹き飛ばされるとその時点で負けとなるルール、サレンダーの追加。
- ラケットの種類を変更できるタイプセレクト及びラケットオーダーの追加。

## ゲームモード

### ソロプレイ
1人で遊ぶことが出来るモード。

#### 公式試合シングルス
連続で4人の選手と対戦するモード。『COOL BLUE』、『PASSION RED』とも3つの大会があり、条件を満たせば登場キャラクターが増える。3つのモードの違いは登場キャラクターと使用コートのタイプ。
- COOL BLUE
  - 青学校内ランキング戦 - 青学の選手のみ登場。HARDコート使用。
  - 地区予選個人の部 - 不動峰の選手が登場（ただし同キャラクター戦になる場合は手塚に差し替え）。CRAYコート使用。
  - 都大会個人の部 - 聖ルドルフの選手のみ登場。GRASSコート使用。
- PASSION RED
  - 青学校内ランキング戦 - 『COOL BLUE』と同様。ただし登場する選手は異なる。
  - 都大会個人の部 - 氷帝の一部の選手と山吹の選手が登場（ただし同キャラクター戦になる場合は大石に差し替え）。GRASSコート使用。
  - 関東大会個人の部 - 氷帝の選手のみ登場。CARPETコート使用。
- 両方
  - サバイバル戦 - 隠しモード。1ポイントも落とさずに勝ち抜くモード。

#### 練習試合シングルス・ダブルス
練習モード。このモードのみの隠し要素として、全てのキャラクターをCPUが操作する「ウォッチモード」がある。

### 通信プレイ
通信対戦
通信ケーブルを使って最大4人まで対戦することが出来る。ソロプレイの練習試合シングルス・ダブルスをプレイ可能。
通信協力
通信ケーブルを使ってプレイする対CPU戦。こちらは、2人でプレイする。プレイするソフトによって3つの大会でプレイ可能。
- TOKYOスーパーチャレンジ（COOL BLUE & COOL BLUE）
- Jr.チャンピオンシップ（PASSION RED & PASSION RED）
- オールオープンカップ（COOL BLUE & PASSION RED）

## 登場キャラクター
ゲーム開始直後は青春学園（青学）の数人の選手しか使用できないが、キャラクターごとに設定された条件をクリアすることで使用可能キャラクターが増える。

### 青春学園
『COOL BLUE』『PASSION RED』両方に登場するが、最初から使えるキャラクターはそれぞれ異なっている。
- 越前リョーマ
- 海堂薫
- 桃城武
- 河村隆
- 菊丸英二
- 大石秀一郎
- 不二周助
- 手塚国光
- 乾貞治

### 不動峰
『COOL BLUE』のみに登場。
- 神尾アキラ
- 伊武深司
- 石田鉄
- 橘桔平

### 聖ルドルフ学院
『COOL BLUE』のみに登場。
- 赤澤吉朗
- 木更津淳 - 使用可能にする条件の一つに前作との通信を必要とするものがある。
- 柳沢慎也
- 不二裕太
- 観月はじめ

### 山吹
『PASSION RED』のみに登場。
- 千石清純
- 亜久津仁

### 氷帝学園
『PASSION RED』のみに登場。
- 跡部景吾
- 樺地崇弘
- 向日岳人
- 忍足侑士
- 鳳長太郎
- 宍戸亮
- 芥川慈郎 - 使用可能にする条件には全て通信が必要であり、通信以外の方法では使用可能とならない。

### 隠しキャラクター
出現には通信を必要とする男子テニス部の選手以外のキャラクター達。
- 竜崎桜乃 - 『COOL BLUE』に登場。
- 橘杏 - 『COOL BLUE』に登場。『COOL BLUE』ではナレーションを務める。
- 壇太一 - 『PASSION RED』に登場。『PASSION RED』ではナレーションを務める。
- 榊太郎 - 『PASSION RED』に登場。